# Michael Galassi
Michael Galassi (* 4. Januar 1990 in Tolmezzo) ist ein ehemaliger italienischer Biathlet.
Michael Galassi lebt in Paluzza. Er startet für C.S. Forestale und gehört seit 2009 dem italienischen Nationalkader an, seit 2011 dem B-Kader der Männer. Sein internationales Debüt gab er bei den Biathlon-Juniorenweltmeisterschaften 2010 in Torsby, wo er gleich im ersten Rennen, dem Einzel, hinter Yann Guigonnet die Silbermedaille gewann. Im Sprint wurde er 20., in der Verfolgung 22. und im Staffelrennen Zehnter. Diesen Erfolg konnte der Italiener bei den Biathlon-Juniorenweltmeisterschaften 2011 in Nové Město na Moravě nicht wiederholen und wurde 21. des Einzels, 14. des Sprints, 19. der Verfolgung und erneut Staffel-Zehnter. Kurz darauf startete Galassi bei den Juniorenrennen der Biathlon-Europameisterschaften 2011 in Ridnaun. In seiner italienischen Heimat erreichte er die Ränge 18 im Einzel, 15 in der Verfolgung, nachdem er gegen Michal Krčmář im Sprint als Vierter knapp eine Medaille ebenso wie als Viertplatzierter mit der Staffel verpasst hatte.
Bei den Männern im Leistungsbereich tritt Galassi seit Ende der Saison 2009/10 im IBU-Cup an. Bei seinem ersten Sprint in Martell verpasste er als 41. um einen Platz die Punkteränge. Wenig später kam er als 24. eines Sprints in Pokljuka erstmals in die Punkteränge. 2011 erreichte er in Annecy mit Platz 17 eines Einzels sein bislang bestes Resultat in der Rennserie. Erstes Großereignis bei den Herren wurden die Sommerbiathlon-Europameisterschaften 2011 in Martell, bei denen Galassi im Sprint 21. und in der Verfolgung 17. wurde.